# 井上末子

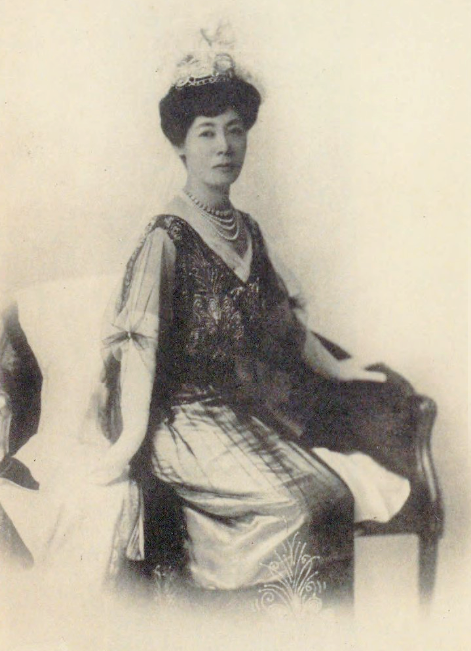
井上末子

井上 末子（いのうえ すえこ、1864年10月3日（元治元年9月3日） - 1934年（昭和9年）8月2日）は、明治時代から昭和時代初期の女性。井上馨の姪で養女。井上勝之助の妻。父は小沢正路、母は馨の姉・常子。

## 生涯
幼い頃からイギリス人に預けられたため英語を得意とし、14歳から2年間、井上馨夫妻にしたがって英国に滞在、中上川彦次郎とウィリアム・モリソン（尾崎三良の岳父）を通じて英語をさらに学び、帰国後は威仁親王妃慰子のお相手として宮内省御用掛となった。
1883年に山縣有朋夫妻の媒酌で、いとこであり英国でも一緒だった勝之助と結婚、美貌で学もあることから社交界の華となった。外交官夫人としてドイツに約10年間滞在の間にはパリに単身語学留学するなどし、英仏独の三か国語に通じた語学力と社交性で夫を助け、在英大使夫人時代には英国王妃とも交流があった。
帰国後は泉橋慈善病院（現・三井記念病院）賛助婦人会会長を務めるなど、夫ともに社会事業にも携わったが、夫の死後、脳溢血により半身不随となり、71歳で没した。